# Mijn haren ruiken naar vuur
Mijn haren ruiken naar vuur è il quarto album in studio della cantautrice olandese S10, pubblicato il 21 marzo 2025 dalla Noah's Ark.

## Descrizione
I temi affrontati nell'album sono ispirati alle esperienze vissute dall'artista durante l'estate del 2024. La copertina presenta un'immagine simbolica di una chiesa gonfiabile rosa, evocativa dell'immaginario e delle sensazioni legate a quel periodo.
Musicalmente, l'album combina elementi di synth pop, hyperpop ed elettronica e ha come produttore Jordan Fish, ex membro dei Bring Me the Horizon.

## Tracce
1. De leukste mensen zijn raar – 3:57 (Froukje Veenstra, Jordan Fish, Stien Den Hollander)
2. Mijn haren ruiken naar vuur – 2:43 (Arno Krabman, Jordan Fish, Stien Den Hollander)
3. Weer verliefd – 3:22 (Jordan Fish, Stien Den Hollander)
4. Have Fun – 2:41 (Jordan Fish, Stien Den Hollander)
5. Joanne – 3:27 (Sam Lawalata, Jordan Fish, Stien Den Hollander)
6. Donkerblauw – 3:08 (Jordan Fish, Stien Den Hollander)
7. Doorweekt, voldaan – 3:40 (Jordan Fish, Stien Den Hollander)
8. Huis in mijn hoofd – 2:54 (Froukje Veenstra, Jordan Fish, Stien Den Hollander)
9. Noem me wild – 3:07 (Niels Zuiderhoek, Jordan Fish, Stien Den Hollander)
10. Voel me goed – 2:51 (Jordan Fish, Stien Den Hollander)
11. Kan het leven vandaag beginnen – 3:33 (Jordan Fish, Stien Den Hollander)

## Classifiche
| Classifica (2025) | Posizione massima |
| ----------------- | ----------------- |
| Belgio (Fiandre)  | 24                |
| Paesi Bassi       | 3                 |